# Mélanie Turgeon
Pour les articles homonymes, voir Turgeon.
 (septembre 2019).
Si vous disposez d'ouvrages ou d'articles de référence ou si vous connaissez des sites web de qualité traitant du thème abordé ici, merci de compléter l'article en donnant les références utiles à sa vérifiabilité et en les liant à la section « Notes et références ».
Mélanie Turgeon, née le 21 octobre 1976 à Alma au Québec, est une skieuse alpine canadienne. Elle est notamment championne du monde 2003 de la descente.

## Biographie et palmarès
Elle est née à Alma au Québec, puis emménage à Lac-Beauport.
Dès l'âge de 4 ans, elle commence à skier en compétition, dans la catégorie des 5-6 ans.  À l'âge de 8 ans, elle apparaît lors de l'émission télévisée sur le sport amateur Les héros du samedi à Radio-Canada où elle impressionne par sa maîtrise du sport face à des enfants plus âgés qu'elle.
Elle est membre du club du Mont Sainte-Anne près de Québec.
En 1992, elle devient membre de l'équipe nationale canadienne de ski alpin alors qu'elle n'a que 16 ans.
En 1992-1993, sur le circuit junior nord-américain (Nor-Am), elle paraît régulièrement parmi les trois premières positions tant en descente, qu'au slalom, slalom géant et super G.
En 1994, à 17 ans, aux Championnats du monde junior de ski alpin, elle récolte cinq médailles: deux d'or (slalom géant et combiné), une d'argent (super G et deux de bronze (descente et slalom) à Lake Placid, en plus d'être couronnée championne du monde.  Elle finira première également lors d'épreuves de la coupe d'Europe (Tignes en France en descente, Sankt Sebastian en Autriche en slalom).
En 1995, elle remporte les championnats canadiens en super G et en slalom géant à Québec, exploit qu'elle répétera dans différentes disciplines à cinq reprises. Elle finit première au classement général de la Coupe d'Europe (seconde en 1996) et du championnat national des États-Unis.
En 1998, elle participe aux Jeux olympiques de Nagano (meilleure position : 20e en super G), puis en 2002 à ceux de Salt Lake City.
Elle remporte sa première médaille de Coupe du monde en ski alpin en descente, une médaille de bronze à Sierra Nevada le 10 mars  1999.
Durant la saison 1999-2000, elle figure à neuf reprises parmi les dix premières lors des compétitions de la Coupe du monde dont une victoire, en super G à Innsbruck (elle finira deuxième au classement général de cette discipline).
L'année 2000-2001 sera sa plus prolifique ; elle remporte le championnat canadien en descente ainsi qu'une deuxième place en super G, et quatre médailles lors des épreuves de la Coupe du monde. Le 13 janvier 2001 en particulier, elle réalise une première pour une skieuse canadienne, en remportant deux médailles dans la même journée lors d'épreuves de la Coupe du monde à Haus im Ennstal en Autriche : une médaille de bronze en descente le matin puis une médaille d'argent en super G l'après-midi.
Durant l'hiver 2002-2003, elle devient championne du monde en descente aux Championnats du monde à Saint-Moritz.
En novembre 2003, elle subit une chute lors d'une descente d'entraînement au Colorado et se blesse au dos. Sa saison de compétition 2003-2004 est annulée. Elle devra subir des injections à la colonne vertébrale et profiter d'un entraînement spécialisé en biomécanique du ski au Pavillon de l'éducation physique et des sports (PEPS) de l'Université Laval.
Elle reprend la compétition au Lac Louise (Parc national Banff) en 2004-2005, mais se sent moins à l'aise lors des épreuves de descente à haute vitesse, où la moindre erreur peut entraîner des chutes. En janvier 2005, elle décide de terminer sa saison à Santa Caterina afin de soigner une double hernie discale, prévoyant d'améliorer sa condition pour 2005-2006.
Le 6 octobre 2005, elle annonce sa retraite de sa carrière de compétition de ski alpin.
Pour la saison 2006-2007, Mélanie Turgeon est devenue entraîneuse et a offert des leçons de compétition aux parents de jeunes membres du Club de Compétition Val-Saint-Côme, au Québec, où elle a aussi offert un camp de trois jours pour donner des entraînements de super G aux jeunes de la division Laurentienne.
En 2009, elle est introduite au Panthéon des sports du Québec.
Lors de la saison 2009-2010, Mélanie Turgeon a participé au camp de vitesse du Club de compétition Val-Saint-Côme.

## Palmarès

### Coupe du monde
- Meilleur classement général : 12e en 2001.
- 8 podiums, dont 1 victoire.

#### Détail des victoires
| Saison    | Super G   | Total |
| 1999-2000 | Innsbruck | 1     |
| Total     | 1         | 1     |